# Système universitaire de documentation

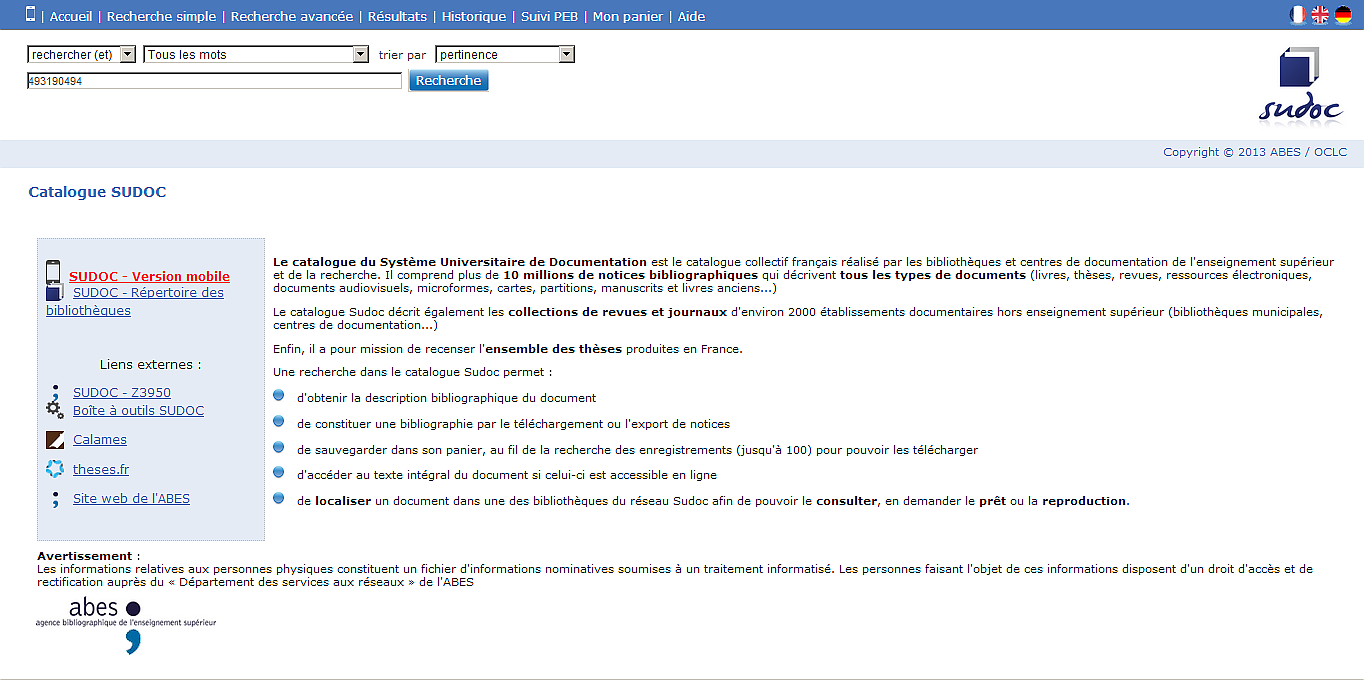
Captura de pantalla de SUDOC en 2013

El Système universitaire de documentation, SUDOC, (en español «Sistema universitario de documentación») es un catálogo unificado de documentos de las bibliotecas universitarias francesas que se inició en 1999. Se mantiene y actualiza por distintos centros de documentación de universidades y centros de investigación. La administración central está a cargo de la Agence bibliographique de l'enseignement supérieur (ABES).
Se trata de un registro de más de 10 millones de referencias bibliográficas, que incluye monografías, tesis, publicaciones periódicas y otros documentos. El resultado de una búsqueda informa al usuario sobre la localización precisa del documento, puesto que incluye las colecciones de publicaciones en serie de unos 2400 centros franceses de documentación, investigación e información.
Con su índice de control de autoridades Autorités (IdRef), SUDOC forma parte del Virtual International Authority File (VIAF).